# PFU BlueCats Ishikawa Kahoku
Le PFU BlueCats Ishikawa Kahoku (PFUブルーキャッツ石川かほく) sono una società pallavolistica femminile giapponese, con sede a Kahoku: militano nel campionato giapponese di SV.League; il club appartiene alla PFU Limited.

## Storia
L'Unoke Club nasce nel formalmente nel 1979, venendo ufficialmente registrato come entità sportiva nel 1980 col nome di Userac Electronics Industries, nome dell'azienda proprietaria del club, in precedenza chiamata Unoke Electronics Industries. Nel 1987 cambia nome in PFU, diventato vent'anni dopo PFU BlueCats, seguendo le vicissitudine della società controllante, in seguito alla fusione con la Panafacom (a sua volta frutto della fusione tra la Panasonic e Fujitsu); l'acronimo PFU sta per PanaFacomUserac. Fino al 2000 il PFU è impegnato esclusivamente in tornei amatoriali e regionali, prima di partecipare per la prima volta al Torneo Kurowashiki.
Nel 2002 ottiene in diritto di partecipazione alla V1 League, vincendo il campionato nel 2008-09 e classificandosi ben sei volte al secondo posto, senza mai riuscire a centrare la promozione in massima serie, venendo sempre sconfitto al Challenge match fino al 2016, quando le PFU BlueCats estromettono le Denso Airybees dalla V.Premier League: i due club si ritrovano contro al termine del campionato 2016-17, che sancisce l'immediata retrocessione del club. 
Nel 2018 grazie al secondo posto in serie cadetta e alla riforma del campionato giapponese le PFU BlueCats ottengono la promozione diretta in V.League Division 1 e nel 2024 cambiano ancora una volta denominazione in PFU BlueCats Ishikawa Kahoku.

## Rosa 2019-2020
| N° | Nome              | Ruolo | Data di nascita   | Nazionalità sportiva |
| -- | ----------------- | ----- | ----------------- | -------------------- |
| 1  | Hinano Arita      | C     | 28 ottobre 1998   | Giappone             |
| 2  | Jennifer Doris    | C     | 3 novembre 1988   | Stati Uniti          |
| 3  | Haruka Yoshiyashu | L     | 1º novembre 1991  | Giappone             |
| 4  | Saori Uda         | S     | 16 gennaio 1993   | Giappone             |
| 5  | Yukiko Ebata      | S     | 7 novembre 1989   | Giappone             |
| 6  | Kasumi Murakami   | C     | 14 marzo 1994     | Giappone             |
| 7  | Saki Goya         | S     | 21 giugno 2000    | Giappone             |
| 8  | Minami Takasou    | S     | 8 agosto 1996     | Giappone             |
| 9  | Haruka Yamashita  | P     | 14 ottobre 1996   | Giappone             |
| 10 | Kanon Sonoda      | P     | 10 settembre 2000 | Giappone             |
| 11 | Ayaka Horiguchi   | S     | 27 luglio 1994    | Giappone             |
| 12 | Mai Shimizu       | C     | 20 ottobre 1992   | Giappone             |
| 13 | Nao Tsuga         | S     | 11 luglio 1993    | Giappone             |
| 14 | Naoko Shimahata   | P     | 10 aprile 1993    | Giappone             |
| 15 | Saya Matsushita   | C     | 14 settembre 1996 | Giappone             |
| 16 | Minori Wada       | L     | 21 febbraio 1996  | Giappone             |
| 17 | Sayaka Tsutsui    | L     | 29 settembre 1992 | Giappone             |
| 19 | Thanacha Sooksod  | S     | 26 maggio 2000    | Giappone             |
| 33 | Nanami Wasai      | S     | 15 luglio 1991    | Giappone             |

## Denominazioni precedenti
- 1979-1980: Unoke Club
- 1980-1987: Userac Electronics Industries
- 1987-2006: PFU
- 2006-2024: PFU BlueCats